# 12: The Elements of Great Managing
12: The Elements of Great Managing là một cuốn sách bestseller được bình chọn bởi New York Times năm 2006 được viết bởi Rodd Wagner và James K. Harter. Đây là phần tiếp theo của First, Break All the Rules, mặc dù cuốn sách đầu tiên được viết bởi Marcus Buckingham và Curt Coffman. Cả hai cuốn sách đều dựa trên những nghiên cứu của Tổ chức Gallup trong đó có sự tham gia của nhân viên và một cơ sở dữ liệu về ý kiến của nhân viên.